# Celta

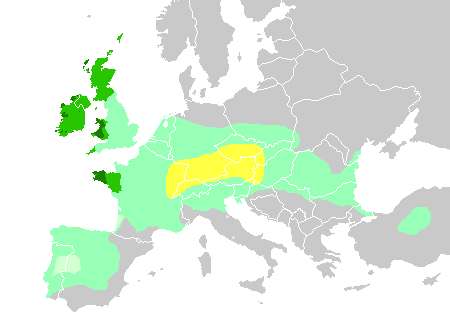
Expansión de los pueblos célticos en Europa.
Territorio de las Hallstatt y La Tène.
Territorio del idioma lusitano, sin afiliación clara.
Máxima expansión de las lenguas celtas en la Antigüedad clásica, pero perdidos antes del Medioevo.
Territorios donde se hablaban lenguas celtas durante la Edad Moderna.
Territorios donde aún se hablan con frecuencia las lenguas celtas.

Celta es el término utilizado por lingüistas e historiadores para referirse, en un sentido amplio, al pueblo o conjunto de pueblos de la Edad de Hierro que hablaban lenguas celtas, una de las ramas de las lenguas indoeuropeas. En este sentido, el término no es por lo tanto étnico ni arqueológico, pues muchos de los pueblos que hablaron lenguas célticas, caso de los Goidelos de Irlanda, nunca llegaron a participar de las corrientes culturales materiales de Hallstatt o La Tène.
Existe, sin embargo, un concepto más restringido del término, referido en este caso a los llamados celtas históricos, entendidos estos tradicionalmente como el grupo de sociedades tribales de Europa, que compartieron una cultura material iniciada en la primera Edad de Hierro (1200-400 a. C.) en torno a los Alpes (periodo Hallstatt) y más tarde en el hierro tardío (periodo La Tène), y que fueron así llamados por los geógrafos griegos y latinos. En este grupo se adscriben los celtas continentales de la Galia, norte de Italia, Alemania y Bohemia, los celtíberos y los celtas hispánicos de Iberia, los gálatas de Anatolia, este y centro de Rumanía y, ya con mayores reticencias por parte de los historiadores británicos e irlandeses, los celtas insulares. 
En tiempos antiguos los celtas que llegaron a lo largo del primer milenio, hacia el 1200 a. C. a Europa y según el punto de vista tradicional, hacia el 900 a. C. en la península ibérica, eran un cierto número de pueblos interrelacionados entre ellos que habitaban en Europa Central; todos estos pueblos hablaban lenguas indoeuropeas, indicativo de un origen común. Hoy, el término "celta" se utiliza a menudo para describir a la gente, las culturas y lenguas de muchos grupos étnicos de las islas británicas, Francia, en la región de Bretaña; España, en Galicia, Asturias, Castilla y León y Cantabria; y Portugal, en la región de Minho. Sin embargo, tribus o naciones, como los atrébates, Menapii, y Parisii, desde regiones celtas de tierra firme, incluyendo la Galia y Bélgica, se sabe que se movieron hacia Gran Bretaña e Irlanda y contribuyeron al crecimiento de aquellas poblaciones. El uso del término celta para referirse a gente de Irlanda y Gran Bretaña surge en el siglo XVIII. Vivían en pueblos amurallados llamados castros.
Los griegos los llamaron keltoi o gente oculta, que proviene del griego Hecateo de Mileto del 517 a. C.

## Origen de los celtas

Cruz celta

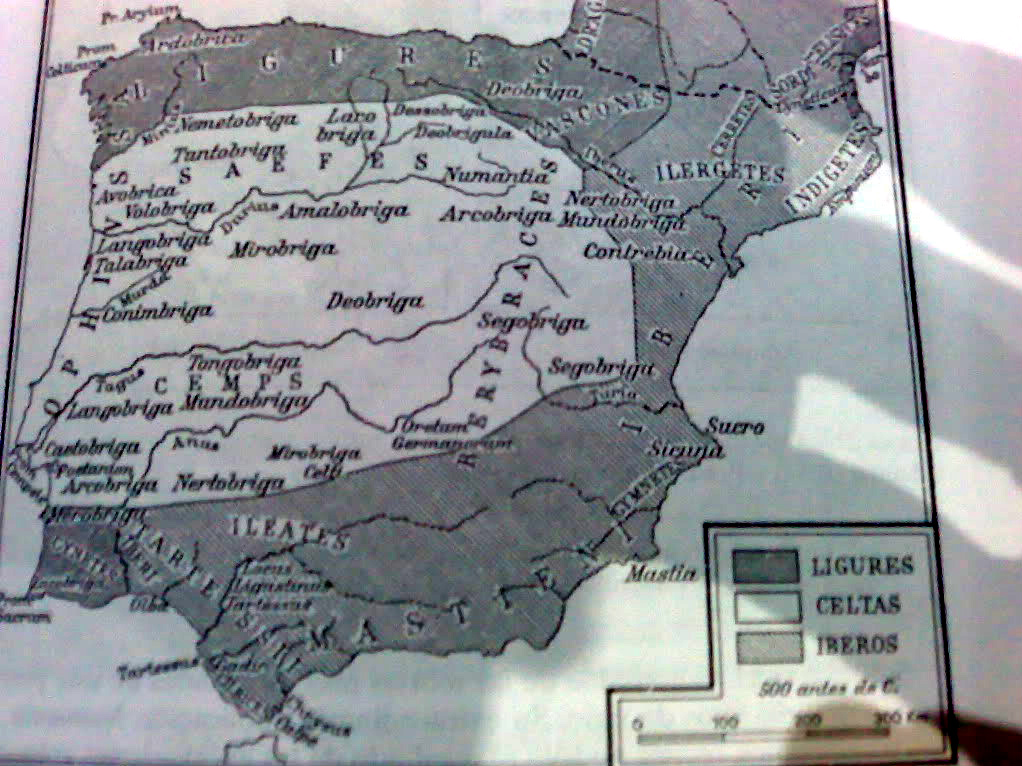
Distribución de los pueblos prerromanos en la península ibérica en torno al año 500 a. C., según Schulten

Hoy se considera que los celtas forman parte de los grupos indoeuropeos. Se piensa que parte de los hablantes de esta familia lingüística, procedentes de Anatolia o de las estepas entre el mar Negro y el mar Caspio, emigraron rumbo a Europa, mientras otras ramas se desplazaron hacia Irán e India.  
La etapa en la formación de este pueblo se encuentra en los comienzos de la Edad del Hierro en la Europa central, hacia el 1200 a. C., cuando se pasa de una economía pastoril a un período de predominio agrícola.

### Creación de un término ambiguo
El término 'celtas' se usa en diferentes sentidos, por lo que resulta multívoco y ambiguo. Solo con cautela puede usarse para referirse a entidades étnicas anteriores al siglo V a. C., momento en que Heródoto se refiere explícitamente a estos grupos. Antes de esa fecha es incierto hasta qué punto pudo existir una etnicidad celta identificable. Aunque claramente el proto-celta sería más antiguo que Heródoto, es complicado saber si los pueblos de la Edad del Hierro (lo que podría asimilarse con Hallstatt) hablaban o no lenguas celtas. Aunque existen argumentos para suponer que en esa cultura se encontrarían antecesores de los celtas, la identificación con pueblos propiamente celtas es muy insegura.
Actualmente 'celta' es esencialmente un concepto lingüístico, pero su uso exige precaución. Gonzalo Ruiz Zapatero ha llamado la atención sobre el intento de la precisión del término que en realidad es algo más engañoso, complejo y amplio. Hubo muchos pueblos celtas diferentes; salvo por el parentesco filogenético de sus lenguas es difícil señalar con certeza factores comunes específicamente celtas. Aunque algunos autores hablan de los celtas como un pueblo homogéneo y bien definido, la realidad material de los hablantes de lenguas descendientes del proto-celta, muy probablemente, era más compleja, no existiendo quizá la homogeneidad que algunos autores les atribuyen.

### Evolución del término celta
Este concepto se ha ido creando poco a poco a lo largo del tiempo y la historia con diferentes fines, por ello es tan multívoco. Este proceso tiene tres fases muy importantes: 

#### Precedentes
El historiador latino Avieno recoge en su Ora Maritima un texto en torno al 520 a. C.Heródoto y Hecateo de Mileto, también hablan sobre ello por el 500 a. C. En torno a esa fecha se sitúa a la Céltica en la zona alpina y el norte. El término keltoi es un nombre que los griegos conocieron oralmente de los indígenas, una transcripción fonética. Este término junto a keltiké nos da una ambigua referencia geográfica. Hay que tomarlo simplemente como un nombre dado a los habitantes al norte de los Alpes. Vemos la información geográfica aportada por Heródoto aquí: 

Empieza el Iustro en la ciudad de Pireno desde los Celtas, los que están más allá de las columnas de Hércules, confinantes con los cinesios, último pueblo de la Europa, situado hacia el Ocaso, y después de atravesar toda aquella parte del mundo, desagua en el Ponto Euxino, junto a los istrienos, colonos de los milesios.
Heródoto, Historia, II. XXXIII.

Más tarde, con César, Posidonio y demás, se convierte esta información geográfica en una de ámbito etnográfico. Sin embargo, es una información limitada que no se puede extender ni geográfica ni cronológicamente. Una de las fuentes historiográficas puede ser la lingüística, para la cual las lenguas célticas son una rama de la familia indoeuropea. Gracias a este concepto lingüístico podemos trazar ciertos límites.
En cuanto a la celtomanía, los druidas siempre fueron un tema de interés y fascinación, pero de los druidas históricos apenas se conoce nada. Muchos monumentos megalíticos de la prehistoria se han intentado relacionar con estos personajes y la cultura céltica, lo cual resulta muy dudoso y aventurado. Un punto importante, y de cambio, supondrá el hallazgo de La Tène. La cultura celta irá unida a una cultura material específica de este yacimiento.

#### Consolidación de la identidad celta. Cultura de La Tène
En esta etapa el término tiene una aplicación más clara. Los autores van aceptando las periodizaciones de La Tène en sus territorios de estudio. El camino para consolidarlo es el filológico. En última instancia, aún no se ha conseguido delimitar un territorio. En cuanto a la península ibérica, los primeros intentos de identificación celta corrieron a cargo de Rubio de la Serna. Ciertas zonas peninsulares, como la gallega, han intentado identificarse con lo celta para reforzar su identidad nacional. Algo ciertamente lógico debido al tangible patrimonio heredado a través de los siglos que no solo se restringe a una presencia arqueológica ingente —la más extensa de toda Europa— sino a una verdadera inercia cultural que pervive actualmente con vigor y que no solo busca en lo celta un signo de diferenciación. A pesar de ello hubo que esperar a Martín Almagro Basch y Pedro Bosch Gimpera para que se aclarase la presencia celta en España.
Es posible que grupos celtas estuviesen presentes en territorios peninsulares, a partir de la II Edad del Hierro. Colin Renfrew, en Arqueología y Lenguaje, ha resumido ocho puntos que podrían configurar lo céltico. Estos puntos han dado paso a un nuevo momento sobre la concepción de lo celta.

### Los ocho puntos de Renfrew
Como se ha mencionado anteriormente, Renfrew elabora una lista que podría configurar el concepto de celta. Estos ocho puntos son formulados en el libro Arqueología y Lenguaje de Renfrew y han tenido mucha influencia en el mundo académico.

#### I. Pueblos denominados así por foráneos
Hecateo de Mileto los sitúa cerca de Massalia, Heródoto desde el nacimiento del Rin hasta las Columnas de Hércules y Rufo Festo Avieno en costa atlántica. De ello sacamos que la keltiké estaría al norte de Alpes y al Occidente del continente y que keltoi es un nombre que reciben los griegos de forma oral.

#### II. Pueblos autodenominados así
Hay que entender primero que es un ethnos, una autoconciencia de lo que es un grupo y que se da un nombre (etnónimo). Según César, se emplea galli y keltoi indistintamente en la Galia y solo celtae es registrado en la tercera parte de Francia. Sugiere que no hay una sola etnicidad. Estrabón nos habla de la falta de evidencias de que se llamen en Gran Bretaña e Irlanda celtas o galos a sí mismos. También habla de los keltiberi en la península ibérica. En consecuencia, el término tiene un carácter más restrictivo que en textos anteriores, en relación con el avance del conocimiento.

#### III. Grupo lingüístico

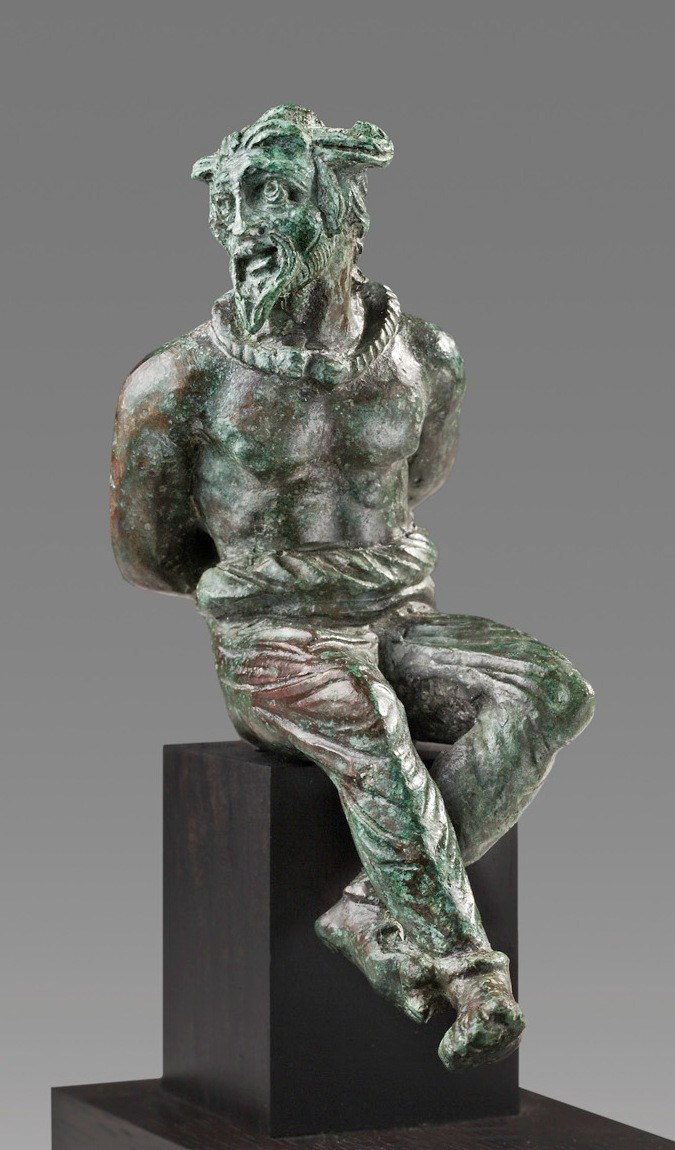
Estatuilla de bronce romana de un galo (Celta) cautivo, d. C.

Gente que habla lengua celta y por ello han quedado fijados como grupo lingüístico por investigadores modernos. En un principio, en el siglo XVII, se estudia la variabilidad de lenguas mundiales y al siglo siguiente se ve la relación de la lengua celta y gala en la época clásica. Más tarde se establece su dependencia con el indoeuropeo. Se puede clasificar como dos tipos de lengua, la celta Q y la P, en función del tratamiento de las labiovelares oclusivas. También se distinguirán por su situación, continentales (Europa continental en la antigüedad) e insulares (islas británicas en la Edad Media).
- Galo: es la mejor conocida documentalmente. Se poseen escritos del siglo III a. C. Está en alfabeto griego y posteriormente en latino. Es famoso el Calendario de Coligny.
- Lepóntico: en la Galia Cisalpina. Inscripciones funerarias y grafitos en vasos y otros objetos cotidianos. Signario etrusco. Importancia de la Estela de Mesocco en el II a. C.
- Celtibérico: conocido por topónimos (-seg, -samo, -briga). Conocido por epigrafía en alfabetos ibérico y latino. En leyendas monetales, grafitos e inscripciones funerarias. Gómez Moreno identifica las vocales y consonantes con cada signo. Se encuentran muchas téseras de hospitalidad con inscripciones en celtibérico. También hay inscripciones rupestres en lo que podrían ser santuarios. Por último, hay documentos con textos largos como el de Contrebia.
- Gaélico: hablado en Irlanda y Escocia. Se conoce por inscripciones funerarias en piedra con alfabeto ogámico. Se escribe en vertical u horizontal. En el siglo V llega la cristianización y el alfabeto latino. Dentro se distinguen el irlandés, el manés y el gaélico escocés.
- Britónico: en el sur de Gran Bretaña hasta el VI d. C. Se divide en periodo prerromano (325 a. C.-43 d. C.), romano y post-romano temprano (43-450) y post-romano final (450-550). En los primeros periodos bebe de fuentes griegas y romanas, que influyeron mucho en su historia, especialmente los romanos. Son inscripciones latinas y grafitos con textos breves. Entre ellos están el galés, el córnico y el bretón.

#### IV. Complejo arqueológico de la II E. Hierro: Cultura de La Tène
Augustus Wollaston Franks en 1863 acuña el término late celtic, atribuyendo el material del hierro tardío a celtas históricos, esbozando el contenido étnico de La Tène. En 1872 Hans Hildebrand subdivide la Edad del Hierro en Hallstatt y La Tène, estableciendo celtas = cultura de La Tène. En 1885 Otto Tischler subdivide Hallstatt en 2 y La Téne en 3. Paul Reinecke añade una fase inicial a La Téne. En 1913 Joseph Dechelette define el concepto laténico superponiendo conceptos cronológicos, tipológicos y culturales. 
Poco a poco se va a reconocer una cuna céltica en Centroeuropa. Se crean dos tradiciones, la francesa o tradicional que se refiere a celtas centroeuropeos y la anglosajona que engloba a los insulares.

#### V. Estilo artístico de la II Edad del Hierro
El arte laténico se identifica con el céltico por la fórmula celtas = La Téne. Destacan los torques y los cascos. Queda reflejado ese estilo también en las monedas. Controvertido es el caso del caldero de Gundestrup, parecido al arte celta, pero que parece pertenecer a tracios o dacios. Tampoco todas las regiones de habla celta coinciden su arte con el laténico.

#### VI. Espíritu celta
Atribución de ciertas virtudes y características a los celtas como es la independencia, el heroísmo, la arrogancia… Los clásicos les darán estas virtudes características a través de sus textos. Estrabón y Diodoro Sículo remarcan este espíritu, resaltando sus particularidades. Otro texto de Flavio Arriano sobre una reunión entre Alejandro Magno y galos también lo pone de relieve, así como Polibio en la batalla de Telamón. Aquí nos sirve el fragmento de Polibio sobre dicha batalla para poner de relieve ese espíritu:

Infundía también terror la vista y movimiento de los que se hallaban desnudos en la vanguardia, ya que sobresalían en robustez y bella disposición. Todos los que ocupaban las primeras cohortes estaban adornados de collares de oro y manillas; a cuya vista los romanos, ya se sobrecogían, ya estimulados con la esperanza de rico botín, concebían doblado espíritu para el combate.
Después que los flecheros romanos avanzaron al frente, según costumbre, para disparar espesas y bien dirigidas saetas, a los galos de la segunda línea les sirvieron de mucho alivio sus sayos y calzones; pero a los desnudos de la vanguardia, como sucedía el lance al revés de lo que esperaban, este hecho los colocó en grande aprieto y quebranto. Porque como el escudo galo no puede cubrir a un hombre, cuanto mayores eran los cuerpos, y éstos desnudos, tanto más se aprovechaban los tiros. Finalmente, imposibilitados de vengarse contra los que disparaban, por la distancia y número de flechas que sobre ellos caía, postrados y deshechos con el contratiempo, unos furiosos y desesperados se arrojaron temerariamente al enemigo y buscaron la muerte por su mano, otros se refugiaron a los suyos, hicieron público su temor y desordenaron a los que estaban a la espalda. De esta forma fue derrotada la altivez de los "Gesatos" por los flecheros romanos. Lo mismo fue retirarse los flecheros y salir al frente las cohortes, que venir a las manos los insubrios, boios y tauriscos, y hacer una vigorosa resistencia. Cubiertos como estaban de heridas, mantenía a cada uno el espíritu en su puesto. Sólo había la diferencia que eran inferiores, tanto en general como en particular, en la estructura de las armas.
Polibio, Historias, I, II, VIII

#### VII. Arte irlandés del I milenio d.C.
Se llama celta a este arte como también se habla de la Iglesia celta. Los modelos estéticos celtas perviven. El cristianismo llega en el siglo V con Patricio. Gracias al latín se aprende la cultura antigua. En las recopilaciones de textos se aprecia el arte celta en sus miniaturas, como en los libros de Durrow y de Kells. Hoy en día esta cultura pervive. En cuanto a la literatura, se conservarán algunos ciclos como el de Úlster y el de Finn.

#### VIII. Valores heredados de los celtas
En el siglo XVI algunos eruditos ingleses y franceses se vanagloriaban de descender de los celtas, en particular de los druidas. Se empiezan a atribuir los monumentos megalíticos al celtismo, iniciándose una celtomanía. Se va sobreponiendo una visión romántica a la que contribuye un texto de Plinio el Viejo sobre los druidas. Aquí está el texto que ha ido desdibujando la forma originaria de los druidas en una más romántica:

Los druidas (porque así se llaman estos magos) no tienen nada más de sagrado que el muérdago y el árbol que lo soporta, siempre suponiendo que el árbol sea un roble (...) pero ellos sólo eligen arboledas compuestas de robles para buscar el árbol, y nunca realizan ninguno de sus ritos excepto en la presencia de una rama de él (...) De hecho creen que todo lo que crece sobre él ha sido enviado desde el cielo y es una prueba de que el árbol fue elegido por el dios mismo. Sin embargo, el muérdago se encuentra rara vez sobre el roble, y, cuando se encuentra, se recoge con la debida ceremonia religiosa, si es posible en el sexto día de la Luna (...) ellos llaman al muérdago por un nombre significativo, en su lengua, el que todo lo cura. Habiendo hecho los preparativos para el sacrificio y un banquete debajo de los árboles, ellos traen allí dos toros blancos, cuyos cuernos atan entonces por primera vez. Vestidos con ropas blancas, los sacerdotes ascienden al árbol y cortan el muérdago con una hoz de oro y lo reciben otros con una capa blanca. Luego matan a las víctimas, rogando a dios que otorgue este don propicio a aquellos a los que él ha admitido. Ellos creen que el muérdago, tomado como bebida, imparte fecundidad a los animales estériles y que es un antídoto para todos los venenos. Tales son los sentimientos religiosos que han mantenido muchas personas respecto a cosas sin importancia.
Plinio el Viejo, Historia Natural, XVI, 249

Hoy en día, cierta retórica que apela a lo céltico se utiliza con fines políticos, también para reforzar las identidades nacionales. Se ve con Boudica en Inglaterra, Vercingetórix en Francia, Viriato en Portugal, Breogán y Numancia en España. En especial invenciones como es el "espíritu celta" o la "herencia celta". Por tanto, según Ruiz Zapatero lo celta es en gran parte, lo que ha sido inventado a partir de la información arqueológica y los datos de fuentes clásicas y medievales, sumando representaciones imaginarias.

### Prehistoria e historia de los pueblos celtas
El término celta (keltoi) es de origen griego, quienes pudieron haberlo tomado prestado de iberos o ligures. Los celtas probablemente se llamaban a sí mismos *gal-,[cita requerida] o sea: galos (derivados: gálata).
No se ha logrado discernir etnias propiamente celtas entre los primeros grupos de indoeuropeos que penetraron en la Europa central. Según el punto de vista tradicional, solo hasta el siglo V a. C. con el surgimiento de la cultura de La Tène es razonablemente seguro identificar a los portadores de esa cultura como hablantes de lenguas celtas. Desde un punto de vista igualmente tradicional, los primeros pobladores indoeuropeos podrían haber sido los portadores de la cultura de los campos de urnas que se propagaron rápida y extensamente por Europa hacia el siglo XIII a. C. Los portadores de esta cultura se expandieron descendiendo por la margen derecha del Ródano ocupando Languedoc, Cataluña y el bajo valle del Ebro. Otra línea de expansión les llevó a Bélgica y el sureste británico. 

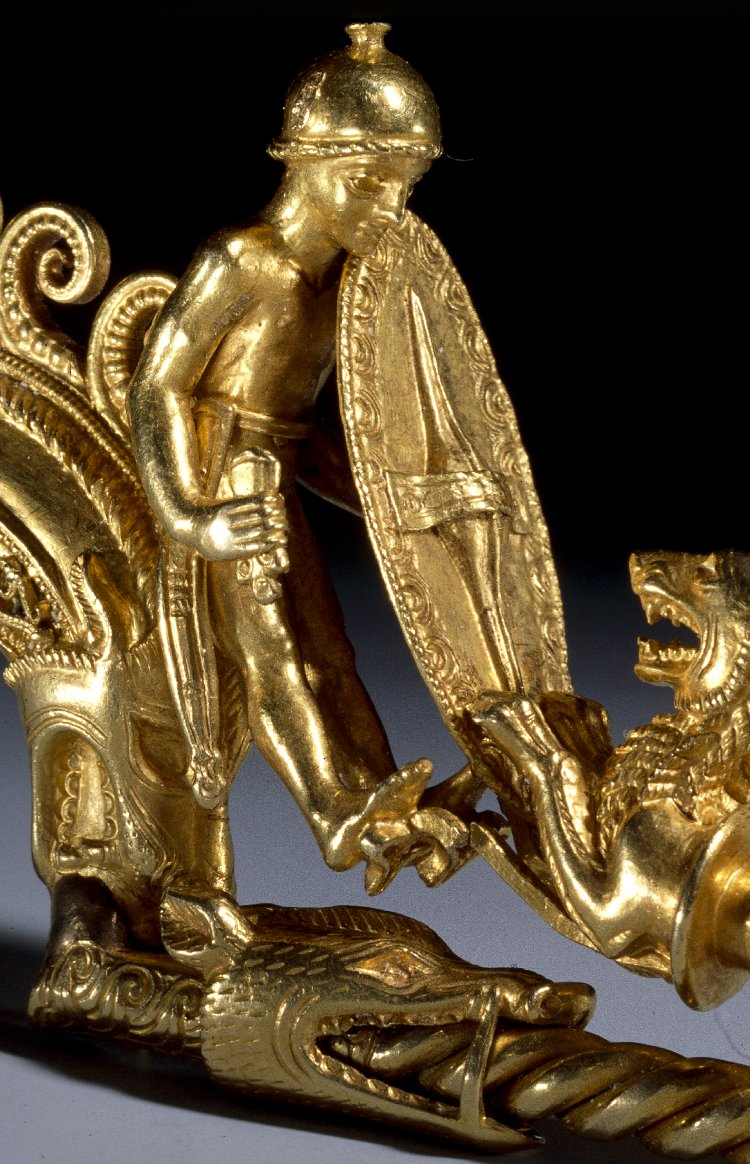
Guerrero celta representado en la Fíbula de Braganza, arte helenístico 250-200 a. C.

Sin embargo, recientemente se ha asociado a los celtas o sus precursores inmediatos con la cultura del vaso campaniforme, que en el Neolítico medio se habría expandido desde la península ibérica, difundiéndose por el frente Atlántico hasta el centro de Europa (zona media del Elba). Al confluir así con la cultura de la cerámica cordada se habría constituido el primer horizonte cultural Paneuropeo, que algo más tarde desembocaría en la cultura del bronce en Unetice, cerca de Praga. El estudio aún más reciente de la distribución del haplotipo mitocondrial H, no solo es consistente con estas hipótesis, sino concluye que esta difusión, que parte del SO de Europa, habría supuesto un importante movimiento de población, y no solo la transmisión de un "paquete cultural".
A partir del siglo VIII a. C., otros pueblos presuntamente indoeuropeos fueron los portadores de la cultura de Hallstatt (Hierro I), extendiéndose en esta fase por el interior de la península ibérica (siglo VII a. C.) En el siglo VI a. C. los pueblos presuntamente indoeuropeos fueron desplazados del noreste ibérico a manos de los iberos, quedando así los celtas de Iberia aislados del resto de pueblos celtas continentales.
Desde el siglo IV a. C., los celtas continentales inauguran la cultura de La Tène, específicamente celta (Hierro II). En esta fase, los celtas acabaron de ocupar el norte y centro de Francia (la Galia), el norte de Italia, así como la mayor parte de las islas británicas. También se extendieron por los Balcanes, alcanzando incluso una comarca de Asia Menor, que será conocida como Galatia. En esta época se construyen importantes villas fortificadas (lat. oppida), que sirven de centros comerciales y políticos. Es también en este período cuando el druidismo se extiende entre los celtas. Contrariamente a lo que se cree, los druidas no tenían templos de piedra ni arqueológicamente se ha podido enlazar el druidismo celta con Stonehenge, siendo la cultura megalítica anterior en varios milenios a la cultura celta y al fenómero del druidismo. Este error de asociar la cultura megalítica atlántica (presente en las islas británicas, Francia y España) con Stonehenge está muy extendido entre la gente por ser un invento del romanticismo del siglo XVIII. Como ejemplo: los celtas ibéricos no conocieron el fenómeno druídico, pero en España hay muchos restos megalíticos. 
Una de las primeras menciones de los celtas, es la de los galos senones cisalpinos liderados por su rey Breno, que llegaron a invadir Roma en el 390 a. C. Posteriormente la república romana primero y el imperio romano después combatirían exitosamente a los galos cisalpinos y transalpinos. Julio César ya había luchado contra ellos durante su conquista de la Galia y, con el tiempo, los romanos les arrebataron también sus dominios británicos e ibéricos. A finales del Imperio romano (476), los celtas tan solo ocupaban partes del noroeste de Francia, Irlanda, Gales y algunas zonas de Escocia. Durante el transcurso de la Edad Media, reforzaron su control de Escocia e hicieron varios intentos de ampliar su territorio en Inglaterra. A partir del siglo II a. C., los celtas acusan la creciente presión militar de los germanos por el norte y, algo después, la de los romanos por el sur. En pocas décadas toda la Galia está ocupada por los romanos. La presencia romana en Gran Bretaña fue de escasa duración, lo que permitió a las lenguas celtas de esta isla (galés) sobrevivir y, más tarde, regresar al continente (Bretaña francesa).
Todavía en el siglo VII los celtas llevaron a cabo su quizá última expansión: los escotos irlandeses invadieron Caledonia, región que pasó a ser llamada Escocia.
Entre los restos arqueológicos celtas destacan los castros y los petroglifos (nota: muchos petroglifos son mil años anteriores a la cultura celta, aunque se seguirán haciendo durante el periodo celta), que se encuentran con frecuencia en el noroeste de la península ibérica.
Los pueblos y cultura célticas tuvieron una fuerte presencia en el sudoeste de la península, documentada por Plinio el Viejo y otras fuentes. Según historiadores como Adolf Schulten el norte de la Península estaba habitado no por pueblos celtas sino por ligures.

## Lenguas celtas
Sin duda el principal rasgo definitorio de las etnicidades celtas es la lengua. Ya que el resto de aspectos históricos y culturales fueron más cambiantes, en tanto que la lengua es más estable frente al devenir histórico, a pesar de que debido al cambio lingüístico las lenguas celtas fueron diversificándose en un proceso análogo al que llevó del latín a las lenguas románicas.
Las lenguas celtas derivan de un conjunto de dialectos del proto-indoeuropeo, idioma que cronológicamente ocupa una posición intermedia dentro de la familia indoeuropea. A partir de los rasgos comunes a las lenguas celtas mediante los métodos de la lingüística histórica se ha reconstruido del proto-celta que es una aproximación a la lengua madre que dio lugar por diversificación a las lenguas celtas históricamente conocidas.

## Cultura celta

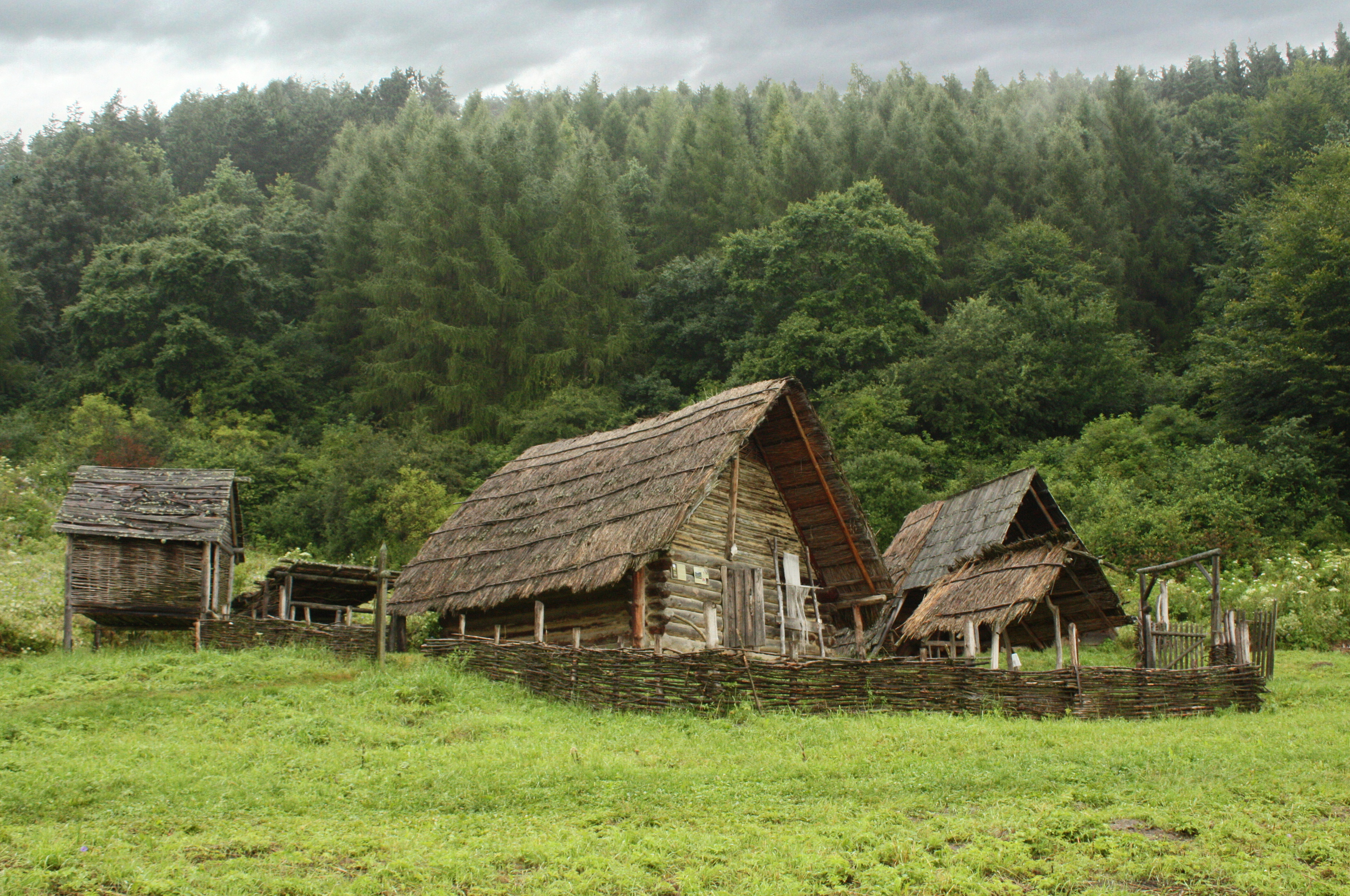
Asentamiento celta en Eslovaquia

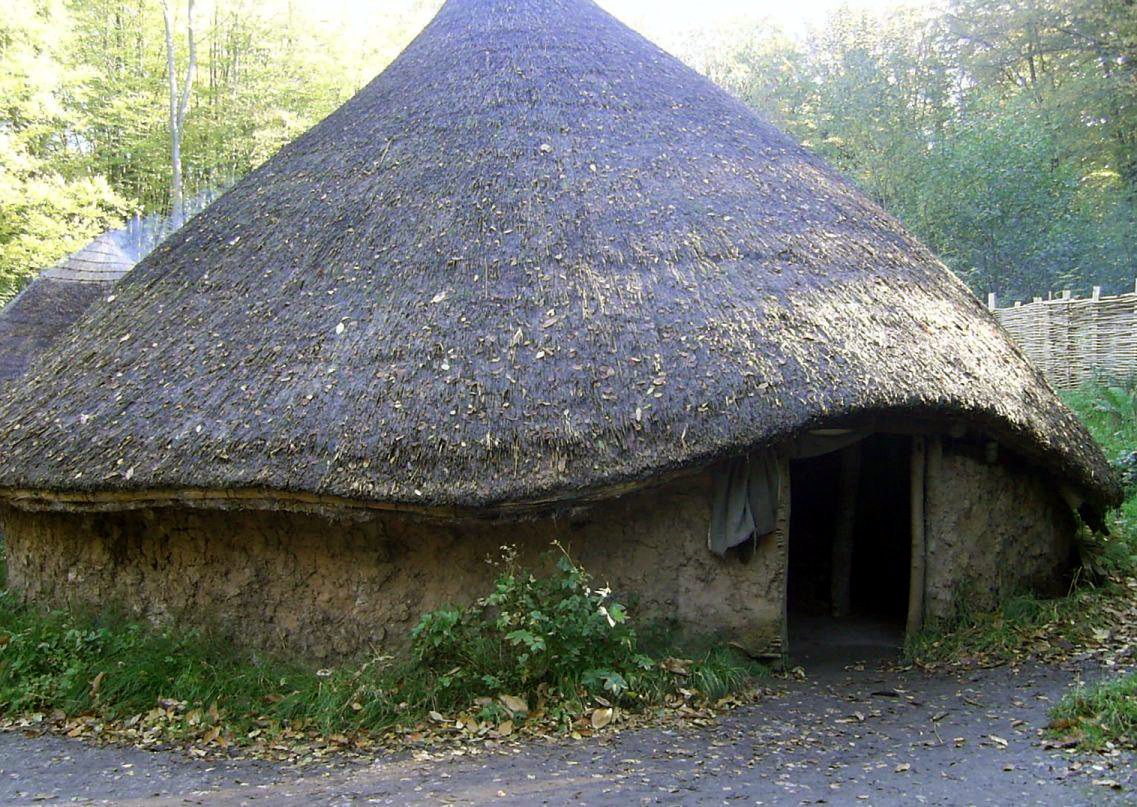
Casa celta en Gales

La cultura celta está formada por tradiciones transmitidas de forma oral, destacando las historias incluidas en el Ciclo del Úlster, como el "cuento del cerdo de Mac Datho", la batalla de los bueyes de Cualinge o Bricriu.
Los autores griegos y romanos describen a los celtas como personajes jactanciosos y turbulentos, muy amigos de armar camorra. Esto era aún más cierto durante sus festines. Los festines eran una parte importante de la vida de la nobleza celta. Los guerreros tenían entonces la oportunidad de alardear de sus hazañas. Antes de trinchar la carne, tenían lugar una contienda verbal de bravuconería, para decidir quién era el guerrero más valiente de los presentes. Los contendientes para la obtención del título eran estimulados por sus defensores para exponer los alegatos más extravagantes. El vencedor era premiado con trinchar el animal asado, y reservarse para la parte superior del músculo, llamada la “parte del campeón”.
La vestimenta de los celtas, tal y como ha sido reconstruida, muestra un estilo colorista y bien ornamentado, con mucha tendencia a la mezcla de colores llamativos. Los tintes principales, que tanto fervor causaron, seguramente eran: para el rojo, la llamada “Roja” (Rubia tinctorum L.), para el amarillo Reseda luteola y para el azul, yerba pastel (Isatis tinctoria). El lino ha sido el material textil más antiguo hallado, usado por los proto-celtas. La lana se convirtió en la materia prima más usada una vez las ovejas fueron domesticadas. En la Edad de Hierro la mayoría de ropa de los celtas estaba hecha de lana. La tela se tejía con telares, a cuadros y rayas, pero más simples que el “tartán” actual. Las piezas de vestir básicas eran braccae para los varones y túnicas largas y peplum para las mujeres, así como un saquito en el cinturón (denominado pouch)) para ambos.
Las casas estaban formadas por una armadura de postes de madera, ramas y mimbres entrelazados y embarrados, cubiertas de entramados de paja. Hoyos distribuidos alrededor de la vivienda, servían para almacenar los cereales. Las viviendas se encontraban dentro de cerros fortificados, como es el caso de Maiden, en Dorset.

## Religión

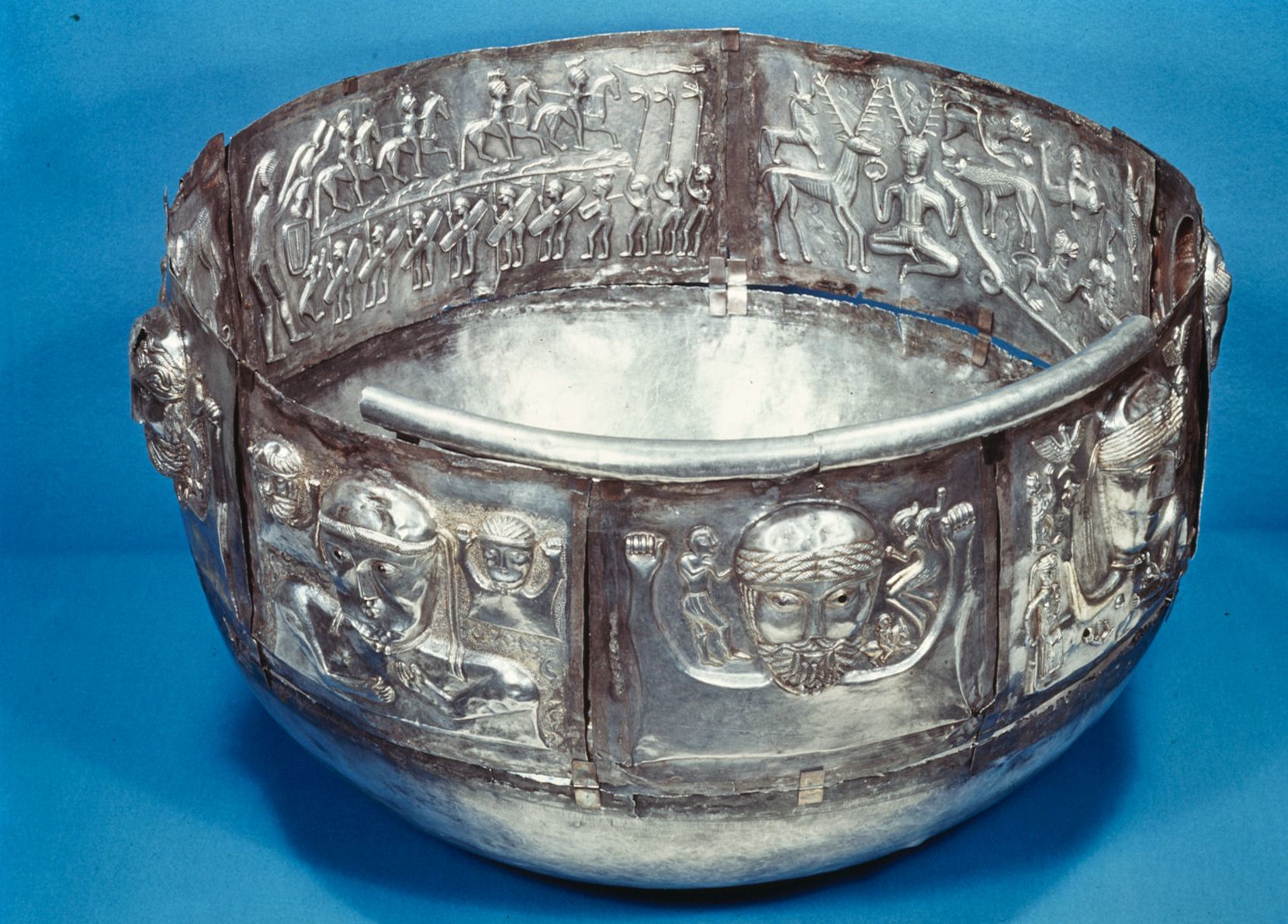
El caldero de plata Gundestrup, Dinamarca, mostrando relieves de la mitología celta

La religión de los antiguos celtas, particularmente la de los galos antes de la conquista romana, no es bien conocida, y los datos de que se disponen para reconstruirla son escasos y no muy precisos.
El culto estaba a cargo de los druidas, sacerdotes que a la vez eran los educadores de la juventud. Los monumentos tradicionalmente llamados "piedras druídicas", anteriores a la llegada de los celtas al oeste de Europa, parecen no haber representado ningún papel en la religión de los antiguos galos.
Durante mucho tiempo solo existieron cultos locales especialmente relacionados con las montañas, los bosques y las aguas, a los que se invocaba bajo diferentes nombres. Hallamos el dios Vosgos, la diosa Ardenas, el dios Dumias; las divinidades de las fuentes o de los ríos: Sequana (la fuente del Sena), Nemausis (la fuente de Nimes).
Más tarde se estableció el culto de las grandes divinidades, más o menos común a toda la Galia. En la época galorromana éstas se fueron identificando con las divinidades de Roma, mediante un proceso cultural llamado "sincretismo": Teutates, especie de Mercurio con algo de Júpiter y de Marte; Taranis, relacionado con el rayo, pero carente del poder supremo de Júpiter; Esus, dios de la guerra y del ganado, asimilado a Marte o a Silvano; Belenus, dios de las artes, relacionado con el sol y comparado con Apolo; Cernunnos, dios del sueño y de la muerte asimilado a Plutón.
Junto a ellos figuraban diosas como: Rosmerla, asociada a Teutates; Belisma, diosa de las artes del fuego, asimilada a Minerva; Epona, diosa de la abundancia agrícola, asimilada a Ceres. 
Los galos tuvieron también divinidades abstractas o genios de las ciudades.
Entre las prácticas de la creencia popular es famosa la recolección, de acuerdo con prescripciones fijas, del muérdago, al que se consideraba dotado de virtudes extraordinarias. Asimismo, el roble se consideraba un árbol sagrado.
El druidismo es una institución pan-celta. De manera comparable a otras sociedades indoeuropeas, los druidas forman un cuerpo profesional procedente de la aristocracia, de especialistas en las técnicas del derecho y del culto asociados a la función soberana. Auxiliares de la realeza, velan por las actividades de palabra y de enseñanza asegurando la transmisión del saber tradicional.
En la época que precedió a la conquista romana de la Galia, y, al parecer, posteriormente en las islas, la característica principal de la práctica religiosa de los antiguos celtas es el druidismo. La palabra druida que es específicamente celta proviene de *der-w/dr-ew que se entiende como «el que sabe fielmente, el que tiene una visión verdadera, cierta». La existencia del clero druida está atestiguada en varios autores antiguos, para diferentes épocas y en diferentes lugares del mundo celta. En la Galia, los druidas parecen haber desempeñado un papel clave en la insurrección de -52 y, posteriormente, en las revueltas galas del siglo I: la de las Guerras de Secesión, liderada por el heduo Julio Sacroviro en 21 d. C. y descrita por Tácito en sus Historias, habría conducido al estallido de las hostilidades de Roma contra los druidas galos.
El «clero» druídico estaba encargado de la celebración de las ceremonias sagradas y de los ritos cultuales: solo él tenía derecho a practicar los sacrificios, a veces humanos, pero más generalmente de animales o simbólicos (como atestiguan los exvotos de madera inventados en las fuentes del Sena). Fue la práctica de los sacrificios humanos la que sirvió de pretexto para la prohibición de los druidas bajo el emperador Tiberio (o Claudio para algunos historiadores). Otras prerrogativas de los druidas eran lógicamente la enseñanza, la diplomacia, la historia, la genealogía, la toponimia, la magia, la medicina y la adivinación. El druida, gracias a su saber (cuya adquisición podía requerir veinte años de estudios, según César) y gracias a su dominio de las prácticas mágicas, era un intermediario entre los dioses y los hombres.
El druida tenía también un papel de consejero político ante el rey con el que pudo formar un binomio en el que el rey ejercía la soberanía bajo la inspiración del druida. El druida Diviciacos, contemporáneo de Cicerón y directamente en el origen de la conquista romana de la Galia, aparece sobre todo como el jefe político de los eduos.

## Algunos pueblos celtas

### Celtíberos
El territorio peninsular sobre el que se asientan los recién llegados (preceltas) estaba habitado por pueblos preíberos (aparte de geográfico, íbero es un término cultural). Se discute mucho si se produjo un desplazamiento, una conquista, una alianza, asimilación, pacto o fusión entre celtas e íberos (de buen grado o como siervos). Las primeras referencias escritas sobre los celtíberos se deben a geógrafos e historiadores grecolatinos (Estrabón, Tito Livio, Plinio y otros), aunque su estudio, que arranca del siglo XV, no adquiere rango científico hasta los inicios del siglo XX (marqués de Cerralbo, Schulten, Taracena, Caro Baroja, etc.), cobrando renovado impulso en los últimos años. Pese a este excepcional acervo literario, aún hoy se discuten aspectos claves para su definición: los confines de su solar, su verdadera personalidad o su propia genealogía.
Los datos disponibles son contradictorios y las teorías de los autores difieren sobre el tema. Incluso podría darse una mezcla de todas las opciones posibles, ya que las densidades de población y los recursos disponibles son muy especulativas. Las relaciones e influencias mutuas cambiaron con el paso del tiempo. Se atestigua una gran presencia precelta en zonas de la Bética (actual Huelva, Sevilla) que se intenta explicar mediante la presencia de siervos, mercenarios o bolsas aisladas de colonos.
La cultura de los celtíberos hizo suya la herencia de los iberos, de quienes adoptaron el sistema de escritura. Tras la caída de Numancia en el 133 a. C., su territorio pasó a formar parte de la provincia romana Hispania Citerior. 
Existe también un buen número de monedas grabadas con el nombre celtíbero de la ciudad o de los habitantes de la ciudad en donde aquellas fueron acuñadas. Además, se han encontrado 20 teseras de hospitalidad grabadas, pequeñas placas de bronce utilizadas como símbolo de pacto entre dos partes, generalmente entre un individuo y una comunidad, con las que el portador podía solicitar hospitalidad a lo largo de sus viajes. La mayoría de estas inscripciones son muy breves, con la excepción de la tesera de Luzaga (24 palabras).

### Galos
Los galos eran los pueblos que habitaron lo que hoy es Francia, Bélgica, el oeste de Suiza y las zonas de Países Bajos y Alemania al oeste del Rin, y una franja aún poco determinada de este último país, a la orilla derecha del río. Los gálatas eran un pueblo galo que emigró a Asia Menor y se estableció en la región llamada Galacia.
Los griegos los llamaron celtas mientras que los romanos los denominaron galos, y a su gran región, la Galia. Ya los mismos romanos habían notado esto, por lo que hacían una diferencia entre la Galia Cisalpina (de este lado de los Alpes) y la Galia Transalpina (del otro lado de los Alpes). A su vez, la Transalpina era dividida en cuatro que, según la época de Roma, llamaron Galia Bélgica, la Galia Comata o Melenuna (la netamente celta o tradicional), la Galia Aquitania (de características diversas o poco definidas) y la Galia Luguria o Celtoligur, la primera en ser anexada a Roma como la Provintia.

### Helvecios
Los helvecios eran otro de los pueblos celtas, o probablemente una confederación de tribus celtas, que vivían en la zona comprendida entre el alto Rin, el Jura suizo, el lago de Ginebra y los Alpes. A fines del siglo II a. C. dominaban el territorio que se extendía desde el alto Rin y la Selva Negra hasta el Meno. Julio César describió su confrontación con los helvecios en su De Bello Gallico.
Al estar bajo presión de las tribus germánicas en su tierra natal, los helvecios cruzaron la Galia y buscaron una nueva patria al norte del río Garona, con la tribu entera bajo el mando Orgétorix. 
Julio César fue llamado por los galos de la provincia de la Galia Narbonense, que habían sido conquistados y organizados para defenderse de los helvecios.
Julio César entonces mandó seis legiones que comprendían casi 29 000 hombres. Los helvecios, de acuerdo con Julio César, tenían cerca de 370 000 personas (incluyendo mujeres y niños), pero solo 110 000 hombres capaces de luchar. Julio César rápidamente reclutó dos legiones más descansadas.
Cuando la tribu inició su marcha, Orgétorix había muerto. Antes de la partida, los helvecios quemaron sus villas y destruyeron las plantaciones y otras mercancías que no podían llevar, para forzarse a no retroceder.
Atraídos por una posición desventajosa con los romanos ocupando el terreno elevado próximo a Bibracte, los helvecios fueron atacados por las fuerzas superiores romanas, que consiguieron matar aproximadamente un 60 % de la tribu y capturar a otro 20 % como esclavos. Lo que quedó de los helvecios fue empujado de vuelta a sus antiguas tierras de Helvecia.
En el 52 a. C., 10 000 helvecios se juntaron a las fuerzas de Vercingétorix en su tentativa de liberar la Galia de los romanos. Vivían en castros (viviendas circulares hechas con piedras).

### Britanos
Los britanos o britones fueron los pueblos indígenas que habitaron la isla de Gran Bretaña (Albión), los cuales podían ser descritos como celtas insulares antes de que su lengua y culturas fueran reemplazadas por las de los invasores anglosajones.
Estos pueblos hablaban lenguas britónicas y compartían tradiciones culturales comunes. En términos de lengua y cultura, gran parte de todo el oeste de Europa fue principalmente céltica durante este periodo, aunque la isla de Gran Bretaña y la Bretaña continental estuvieron habitadas por celtas britanos. Los habitantes de Irlanda, la isla de Man y Dalriada eran escotos o celtas gaélicos, hablantes de lenguas goidélicas.
Parte de los eruditos en la materia argumentan que el desconocido idioma picto era de origen britano, si bien en la Britania prerromana los pictos se distinguían como un grupo separado, del mismo modo que los escotos de Dalriada. En cualquier caso, el término britano se refiere tradicionalmente a los habitantes de la antigua Britania excluyendo a los pictos, ya que muchos de los rasgos culturales pictos (como por ejemplo, su escultura, alfarería y monumentos) diferían de los de los britanos.

### Cultura celta
- Arte celta
- Baldo
- Bronce
- Castro
- Cultura de los campos de urnas
- Cruz Celta
- Hallstatt
- Idioma celta
- Música celta
- Mitología celta
- La Tène
- Terraza (agricultura) o Lynchet
- Triskele
- Torque

### Algunos pueblos celtas
- Astures
- Bretones
- Britanos
- Caristios
- Cántabros
- Celtíberos
- Célticos
- Galaicos
- Galos
- Galeses
- Helvecios
- Irlandeses
- Luggones
- Lusitanos
- Pictos
- Vacceos
- Várdulos
- Turmogos

### Investigadores
- Marqués de Cerralbo
- Adolf Schulten
- Blas Taracena Aguirre
- Julio Caro Baroja
- Eutimio Martino

### Archivos de audio
- Historia de Francia: Los celtas.

- Datos: Q35966
- Multimedia: Celts / Q35966